# Fractipons cincticornis
Fractipons cincticornis là một loài tò vò trong họ Ichneumonidae.